# Östra Vässbys sjömarker
Östra Vässbys sjömarker är ett naturreservat i Borgholms kommun i Kalmar län.
Området är naturskyddat sedan 2001 och är 79 hektar stort. Reservatet består av betade sjömarker och även halvön Själgrund och flera mindre holmar i Vässby fjärd.